# قلعه کوروی
قلعه کوروی (به ژاپنی: 黒井城) قلعه ژاپنی به سبک قلعه کوهستانی (یاماشیرو) بود که در ولایت تانبا امروزه تانبا، هیوگو، استان هیوگو ژاپن قرار داشت.